# 東京都道161号八王子停車場線
東京都道161号 八王子停車場線（とうきょうとどう161ごう はちおうじていしゃじょうせん）は、かつて存在した一般都道である。

## 概要

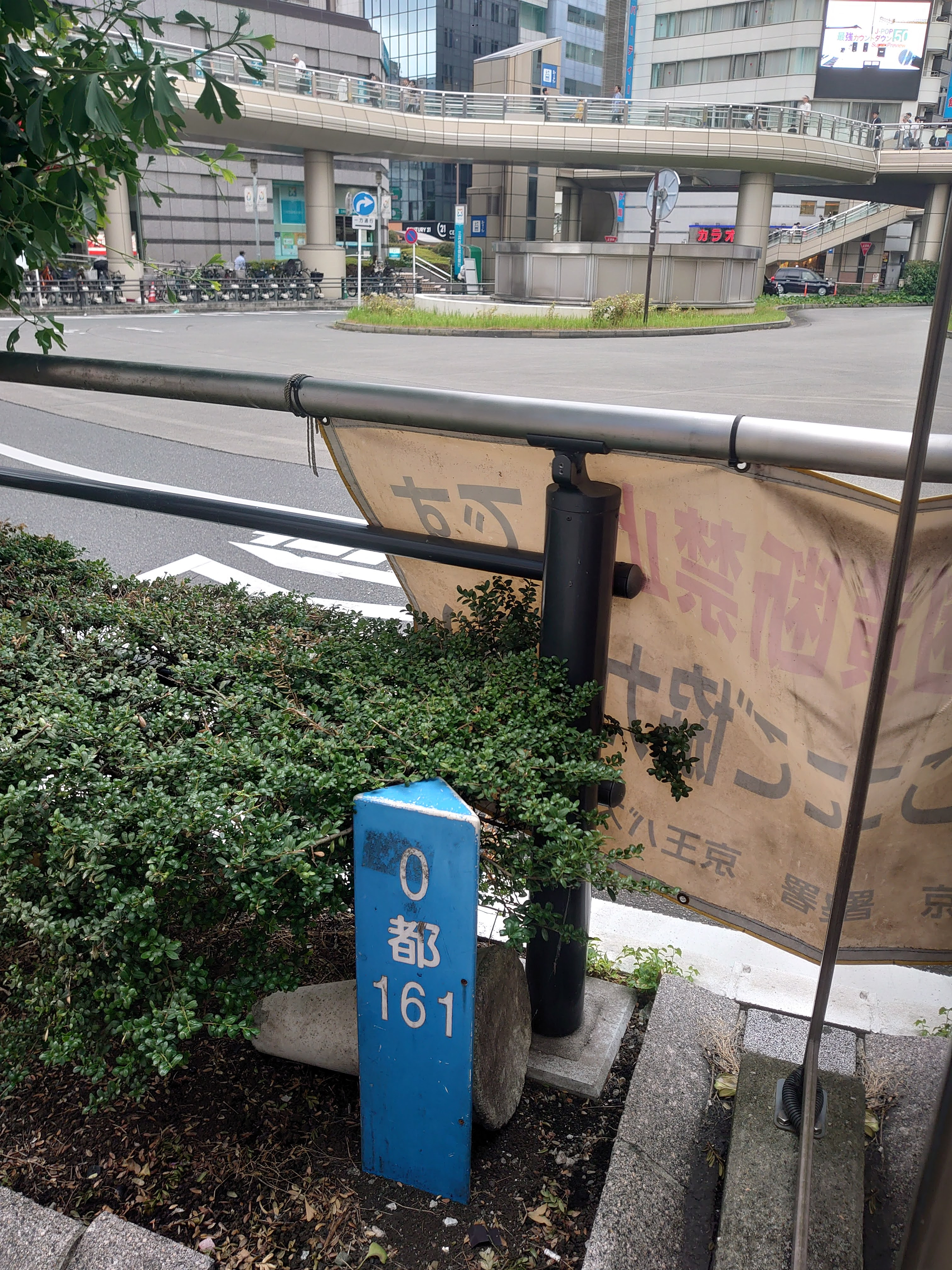
八王子駅前に残存する0キロポスト

東京都八王子市東町のJR八王子駅から、同市横山町の国道20号に至るこの道路は、接続する東京都道166号瑞穂あきる野八王子線とともに、通称桑並木通りといわれる。
地下部分は市営駐車場となっており、沿線の八王子市学園都市センタービル（東急スクエア）や生涯学習センター（クリエイトホール）と連絡している。

### 路線データ
- 陸上距離：320m
- 起点：東京都八王子市東町（八王子駅）
- 終点：東京都八王子市横山町（国道20号八王子駅入口交差点）

### 廃止日
- 2007年（平成19年）5月31日[1]

## 路線状況

### 都市計画道路指定
- 八王子市
  - 八王子3.4.46号線

## 地理

### 交差・接続している道路
- 国道20号（東京都八王子市）
- 東京都道166号瑞穂あきる野八王子線（東京都八王子市）